# Estación de esquí de Leitariegos
La estación de esquí de Valle Laciana - Leitariegos está situada en la cordillera Cantábrica de la provincia de León, comunidad autónoma de Castilla y León, España.

## Contexto geográfico
La estación se encuentra enclavada en el municipio de Villablino en la comarca de Laciana, declarada Reserva de la Biosfera por la Unesco, en el noroeste de la provincia de León y en el límite con el Principado de Asturias.
Se puede llegar desde la provincia de León por la carretera LE-497, desde Caboalles de Abajo, o desde la provincia de Asturias por la carretera AS-213, desde Cangas de Narcea.

## Descripción
Es una de las estaciones más pequeñas de la península ibérica. Sus pistas son sencillas, destinadas a la práctica en familia, pudiendo disfrutar de la belleza de las vistas.

## Servicios
Bar-restaurante, alquiler de material de esquí, megafonía, párking, escuela de esquí, remontes con una capacidad de 5840 esquiadores/hora, guardaesquíes, evacuación de heridos, merendero.

### Imágenes
- Imagen 1
- Imagen 2
- Imagen 3
- Imagen 4

- Datos: Q5847607